# Cờ vây
Cờ vây là một trò chơi dạng chiến lược trừu tượng cho hai người chơi, trong đó mục tiêu là bao vây nhiều lãnh thổ hơn đối thủ. Trò chơi được phát minh ở Trung Hoa thời cổ đại vào hơn 2.500 năm trước, và được coi là trò chơi bảng lâu đời nhất còn được tiếp tục chơi cho đến ngày hôm nay. Tính đến giữa năm 2008, có khoảng trên 40 triệu người chơi cờ vây trên toàn thế giới, một phần rất lớn người chơi sống tại khu vực Đông Á. Tính đến  tháng 12 năm 2015, Liên đoàn cờ vây quốc tế đã có tổng cộng 75 quốc gia thành viên và bốn tổ chức hiệp hội thành viên ở các quốc gia khác nhau.
Mặc dù các quy tắc chơi tương đối đơn giản, nhưng về mặt chiến thuật, cờ vây lại thiên biến vạn hóa vô cùng phức tạp, thậm chí độ phức tạp còn cao hơn cả cờ vua. Theo tính toán của các nhà khoa học, số ván cờ có thể có của cờ vua là nhiều hơn so với số nguyên tử trong phần vũ trụ quan sát được, và ở cờ vây thì nó thậm chí còn nhiều hơn. Cờ vây có cả một bàn cờ lớn hơn với nhiều phạm vi để chơi hơn và các ván đấu kéo dài hơn, và, tính trung bình, có rất nhiều lựa chọn thay thế để xem xét trong mỗi nước đi. Giới hạn dưới về số lượng vị trí nước đi hợp lệ trên bàn cờ trong cờ vây được ước tính là 2 x 10170.
Cờ vây được coi là một trong tứ nghệ - bốn loại hình nghệ thuật thiết yếu của giai cấp quý tộc tri thức Trung Hoa được nuôi dạy trong thời cổ đại. Tài liệu ghi chép sớm nhất có nhắc đến trò chơi được công nhận nói chung là biên niên sử Tả truyện (khoảng thế kỷ IV TCN).

## Luật đơn giản
Các quân cờ trong cờ vây có tên gọi khác là "quân cờ đá" (stone). Một kì thủ - người chơi cờ - cầm quân cờ trắng và người còn lại cầm quân cờ đen. Các kì thủ lần lượt đặt các quân cờ trên các nút giao còn trống ("nút" hay "điểm nút" - point) của một bàn cờ với một lưới các dòng kẻ kích thước 19×19 (mỗi bề là 18 ô vuông và 19 giao điểm - nút). Người mới chơi thường chơi với các bàn cờ kích thước nhỏ hơn như 9×9 và 13×13, và các bằng chứng khảo cổ học cho thấy trò chơi đã được chơi trong những thế kỷ trước trên bàn cờ có lưới 17×17. Tuy nhiên, bàn cờ lưới 19×19 đã trở thành tiêu chuẩn vào thời gian nó du nhập vào Triều Tiên vào thế kỷ V sau Công nguyên và sau đó là Nhật Bản vào thế kỷ VII của Công Nguyên.
Mục tiêu của cờ vây—như nghĩa tên gọi của nó—là bao vây một tổng diện tích lớn hơn so với đối thủ.
Sau khi được đặt trên bàn, quân cờ không thể di chuyển, nhưng một quân cờ sẽ được loại bỏ khỏi bàn cờ khi "bị bắt". Việc bắt quân xảy ra khi một hoặc một nhóm quân cờ bị bao vây bởi những quân cờ của đối thủ ở tất cả các điểm lân cận gần kề. Trò chơi sẽ diễn tiến cho đến khi cả hai người chơi đều không muốn thực hiện tiếp nước đi nào nữa; trò chơi không có điều kiện kết thúc nào khác ngoài điều này. Khi một ván đấu kết thúc, lãnh thổ được tính cùng với những quân cờ bị bắt và komi (số điểm thêm vào tổng điểm của người chơi cầm quân trắng để tạo một lợi thế bù đắp cho việc bắt đầu ván cờ sau người còn lại - cầm quân đen) để xác định người chiến thắng. Ván đấu cũng có thể được kết thúc ngay lập tức khi một bên chịu nhận thua.

## Từ nguyên
Tên gọi "cờ vây" trong tiếng Việt, cũng như tên tiếng Nhật igo (囲碁) có nguồn gốc từ tên Trung Quốc vi kỳ (giản thể: 围棋; phồn thể: 圍棋; bính âm: wéiqíⓘ), được phỏng dịch là "trò chơi bàn cờ bao vây". Trong tiếng Anh, từ để chỉ "cờ vây" là "go", được mượn trực tiếp từ tên tiếng Nhật "igo", và để phân biệt từ chỉ trò chơi này với động từ to go - một động từ phổ biến trong tiếng Anh, tên trò chơi thường được viết hoa, hoặc, trong các sự kiện được tài trợ bởi Ing Foundation, được đọc là "goe".
Từ 'baduk' (tiếng Hàn: 바둑) trong tiếng Hàn Quốc có nguồn gốc từ từ tiếng Triều Tiên Trung thế 'Badok', nguồn gốc của nó còn gây tranh cãi; những từ nguyên có tính hợp lý hơn bao gồm hậu tố '-ok' thêm vào 'Bad' tạo nên nghĩa 'bàn cờ phẳng và rộng', hoặc là ghép cụm 'Bad', nghĩa là 'vùng đất', và 'Dok', nghĩa là 'quân cờ bằng đá'. Những từ nguyên ít mang tính hợp lý hơn bao gồm từ gốc 'Badukdok', ám chỉ đến những quân cờ trong ván cờ, hoặc một từ gốc có nguồn gốc Trung Quốc là 排子 (bài tử), nghĩa là 'sắp xếp các quân cờ'.

## Tổng quan

60 nước đi đầu tiên của một ván cờ vây được hoạt hình hóa. Cụ thể, ván cờ này nhanh chóng phát triển thành một cuộc chiến phức tạp ở góc dưới bên trái và vùng dưới bàn cờ. (Nhấn vào bảng để xem ván cờ trong một cửa sổ lớn hơn.)

Cờ vây là một trò chơi đối đầu với mục tiêu bao vây một khu vực tổng quát lớn hơn trên bàn của một đấu thủ bằng các quân cờ so với đối phương. Khi trò chơi diễn tiến, các đấu thủ đặt các quần cờ trên bàn để định hình thế cờ và các lãnh thổ tiềm năng. Các giao tranh giữa các thế cờ đối địch thường cực kì phức tạp và có thể dẫn đến việc mở rộng, thu gọn hoặc bắt quân hàng loạt và tổn thất các quân cờ trong thế cờ.

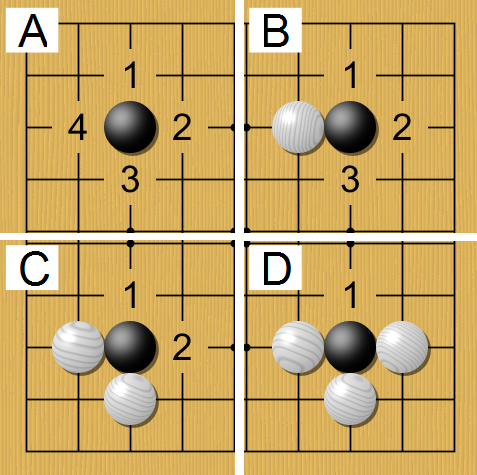
Bốn điểm tự do - khí (điểm trống liền kề) của một quân cờ đen (A), khi quân trắng chiếm lấy lần lượt mỗi điểm tự do đó bằng một quân cờ (B, C, và D). Khi quân đen chỉ còn lại một điểm tự do (D), quân cờ đó được gọi là bị "atari". Quân trắng có thể bắt lấy quân cờ này (loại bỏ khỏi bàn cờ) với một nước đi vào điểm tự do cuối cùng của nó (tại D-1).

Một nguyên tắc cơ bản của cờ vây là một nhóm quân cờ phải có ít nhất một "điểm tự do" để được ở lại trên bàn cờ. Một "điểm tự do" (hay còn gọi là "khí") là một "điểm" (giao lộ) mang tính mở (không có quân cờ được đặt ở đó), nằm giáp với nhóm quân. Một (hoặc nhiều) điểm tự do được bao quanh bởi các quân cờ được gọi là một "điểm mắt", và một nhóm quân cờ có hai hoặc nhiều điểm mắt được quy ước một cách vô điều kiện là "sống" (không bị bắt quân). Những nhóm quân như vậy không thể bị bắt, ngay cả khi bị bao vây. Một nhóm quân chỉ có một điểm mắt hoặc không có điểm mắt nào được gọi là đã "chết" và không thể chống lại việc bắt quân cuối cùng.
Chiến lược tổng quát của trò chơi là mở rộng lãnh thổ của một đấu thủ, tấn công các nhóm quân yếu của đối phương (các nhóm có thể bị giết), và luôn lưu tâm đến "trạng thái sống" của các nhóm quân của bản thân mình. Các điểm tự do của các nhóm đều có thể đếm được. Các tình huống mà các nhóm quân đối địch phải bắt lẫn nhau hoặc phải chết được gọi là các cuộc "đua khí", hoặc semeai. Trong một cuộc đua khí, nhóm có nhiều điểm tự do hơn (và/hoặc có "hình cờ tốt hơn") cuối cùng sẽ có thể bắt được các quân cờ của đối phương. Những cuộc đua khí và các yếu tố sống và chết là những thách thức chính của cờ vây.
Một người chơi có thể bỏ lượt dựa trên việc xác định rằng ván cờ này không còn có cơ hội đi được nước cờ nào để giành lợi thế về bản thân. Ván cờ kết thúc khi cả hai người chơi đều bỏ lượt, và sau đó được tính điểm. Đối với mỗi người chơi, số lượng quân cờ bị bắt được trừ vào số điểm kiểm soát (bao quanh) được trong các "điểm tự do" hoặc "điểm mắt" và người chơi có điểm số cao hơn sẽ thắng trận đấu. Các ván cờ cũng có thể thắng bằng việc một đấu thủ nhận thua.

### Những nét nổi bật
Trong giai đoạn bố cục (bắt đầu ván đấu), người chơi thường thiết lập các vị trí (hoặc "điểm cơ sở") ở các góc và xung quanh các cạnh của bàn cờ. Những điểm cơ sở này giúp phát triển nhanh chóng các hình cờ mạnh mẽ, có nhiều lựa chọn cho khả năng sống (khả năng tự tồn tại của một nhóm quân cờ nhằm ngăn chặn việc bắt giữ) và hình thành thế trận cho các lãnh thổ tiềm năng. Người chơi thường bắt đầu ở các góc, vì việc thiết lập lãnh thổ ở đó dễ dàng hơn, với sự trợ giúp của hai cạnh của bàn cờ. Các trình tự khai cuộc được tạo lập ở góc được gọi là "joseki" và thường được nghiên cứu một cách độc lập.
"Dame" là các điểm nằm giữa phần cờ ranh giới giữa quân đen và quân trắng, và như vậy được coi là không có giá trị cho cả hai bên. "Seki" là các cặp nhóm quân cờ đen và trắng còn sống mà không có hai điểm mắt. Một điểm "ko" ("kiếp", tiếng Trung và tiếng Nhật: 劫) là vị trí hình cờ bị lặp lại có thể gây tranh chấp bằng cách buộc phải đi nước ở vị trí khác. Sau khi nước đi bắt buộc được thực hiện, điểm "ko" có thể được "lặp lại" và trở về vị trí ban đầu của nó. Một số cuộc "đấu kiếp" ("đấu ko") có thể rất quan trọng và quyết định trạng thái sống của một nhóm quân lớn, trong khi những nhóm khác có thể chỉ có giá trị bằng một hoặc hai điểm. Một số cuộc đấu kiếp được gọi là "đấu kiếp dã ngoại" ("picnic ko") khi chỉ một trong hai bên chịu thiệt hại nặng hơn hẳn người còn lại. Người Nhật gọi nó là một "hanami ko" ("hanami" là "ngắm hoa").
Việc đấu với những người khác thường đòi hỏi một lượng kiến thức về sức mạnh của mỗi người chơi, được chỉ định bởi thứ hạng của người chơi (tăng từ 30 kyu lên 1 kyu, sau đó 1 dan đến 6 dan, sau đó là 1 dan chuyên nghiệp lên 9 dan chuyên nghiệp). Khác biệt về thứ hạng có thể được đền bù bởi điểm chấp - quân đen được phép đặt hai hoặc nhiều quân cờ lên bàn cờ để bù đắp cho sức mạnh lớn hơn của quân trắng. Có các quy tắc khác nhau (của Nhật Bản, Trung Quốc, AGA, vân vân), gần như hoàn toàn tương đương, ngoại trừ một số trường hợp đặc biệt nhất định.
Bên cạnh thứ tự đi quân (các nước đi xen kẽ nhau, quân đen đi trước hoặc đặt quân được chấp) và các luật tính điểm, về cơ bản chỉ có hai quy tắc trong cờ vây:
- Luật thứ nhất (luật về điểm tự do) nói rằng mọi quân cờ còn tồn tại trên bàn cờ phải có ít nhất một "điểm" (một giao điểm, được gọi là "điểm tự do") ở trạng thái mở nằm giao cắt trực tiếp liền kề (trên, dưới, trái, hoặc phải), hoặc phải là một phần của một nhóm quân liên kết với nhau có ít nhất một điểm mở ("điểm tự do") như vậy nằm bên cạnh chúng. Quân cờ hoặc nhóm quân cờ bị mất điểm tự do cuối cùng còn lại thì bị loại bỏ khỏi bàn cờ.
- Luật thứ hai ("luật đấu kiếp") nói rằng các quân cờ trên bàn không bao giờ được lặp lại một vị trí của quân cờ đã có ngay trước đó. Các nước đi tạo ra kết quả như vậy bị cấm, và do đó chỉ các nước đi ở vị trí khác trên bàn cờ được cho phép trong lượt đi đó.

Hầu như tất cả các thông tin khác về cách mà ván cờ diễn ra là điều được chiêm nghiệm ra, có nghĩa là nó được suy ra từ việc nghiên cứu những thông tin về cách mà ván cờ diễn ra, chứ không phải là một quy tắc hay luật. Các quy tắc khác là đặc thù, khi chúng xuất hiện thông qua các bộ quy tắc khác nhau, nhưng hai quy tắc trên bao quát gần như trong tất cả các ván cờ đã được chơi.
Mặc dù có một số khác biệt nhỏ giữa các bộ quy tắc được sử dụng ở các quốc gia khác nhau, đáng chú ý nhất là trong quy tắc chấm điểm Trung Quốc và Nhật Bản, những khác biệt này không ảnh hưởng lớn đến các chiến thuật và chiến lược của ván cờ.
Trừ khi được lưu ý, các quy tắc cơ bản được trình bày ở đây là hợp lệ độc lập với các quy tắc chấm điểm được sử dụng. Các quy tắc chấm điểm được giải thích riêng biệt. Các thuật ngữ trong cờ vây mà không có từ tương đương sẵn có trong tiếng Anh thường được gọi bằng tên tiếng Nhật của chúng.

## Lịch sử

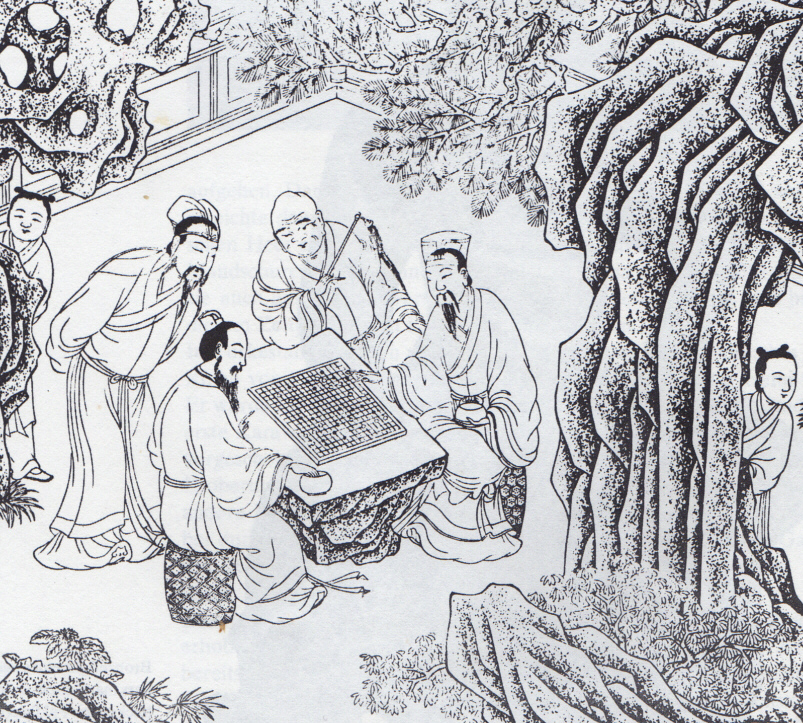
Cờ vây ở Trung Quốc, thời nhà Minh

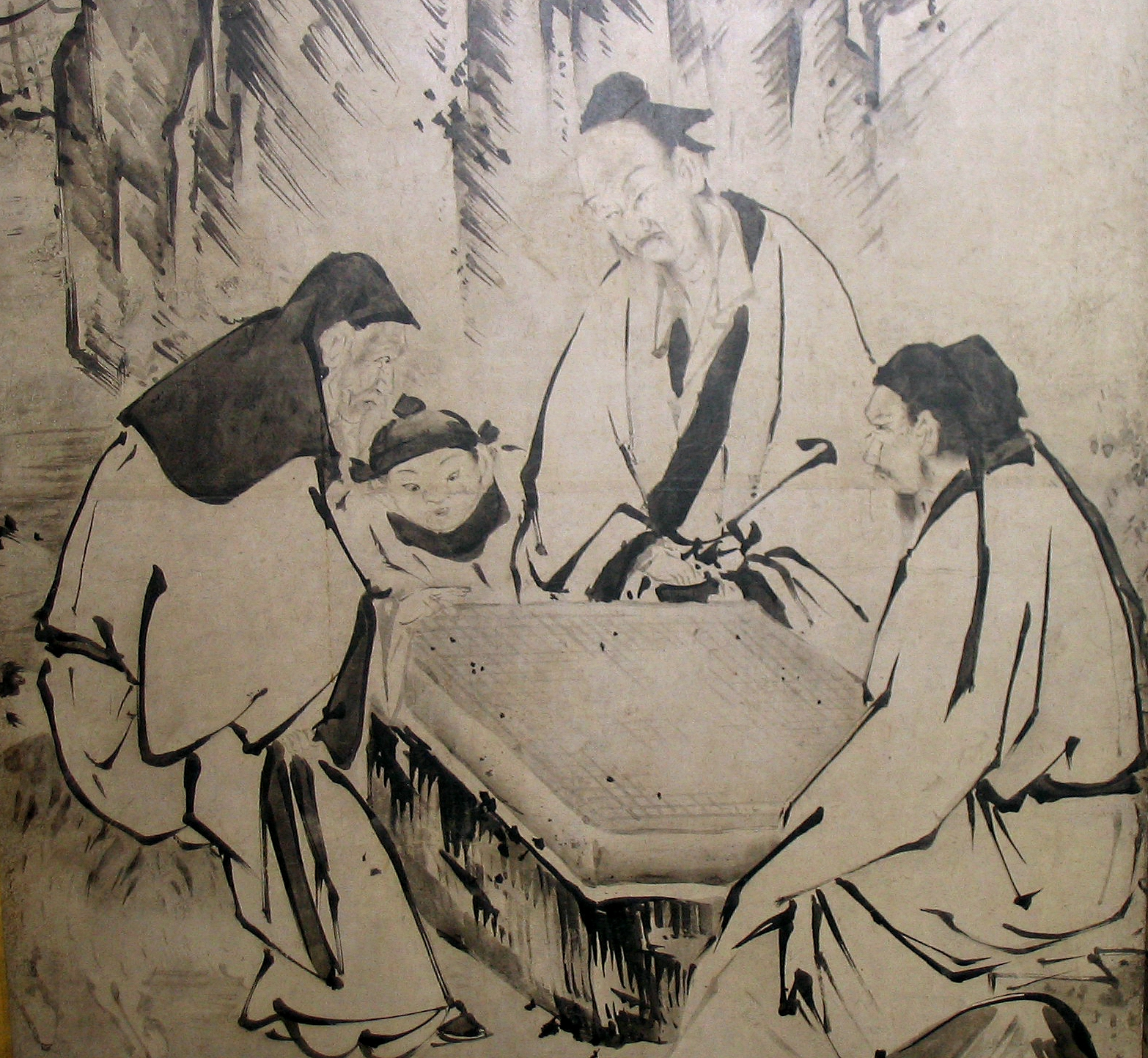
Hình ảnh người chơi cờ vây ở Trung Quốc do một họa sư Nhật Bản vẽ, thế kỷ XVI

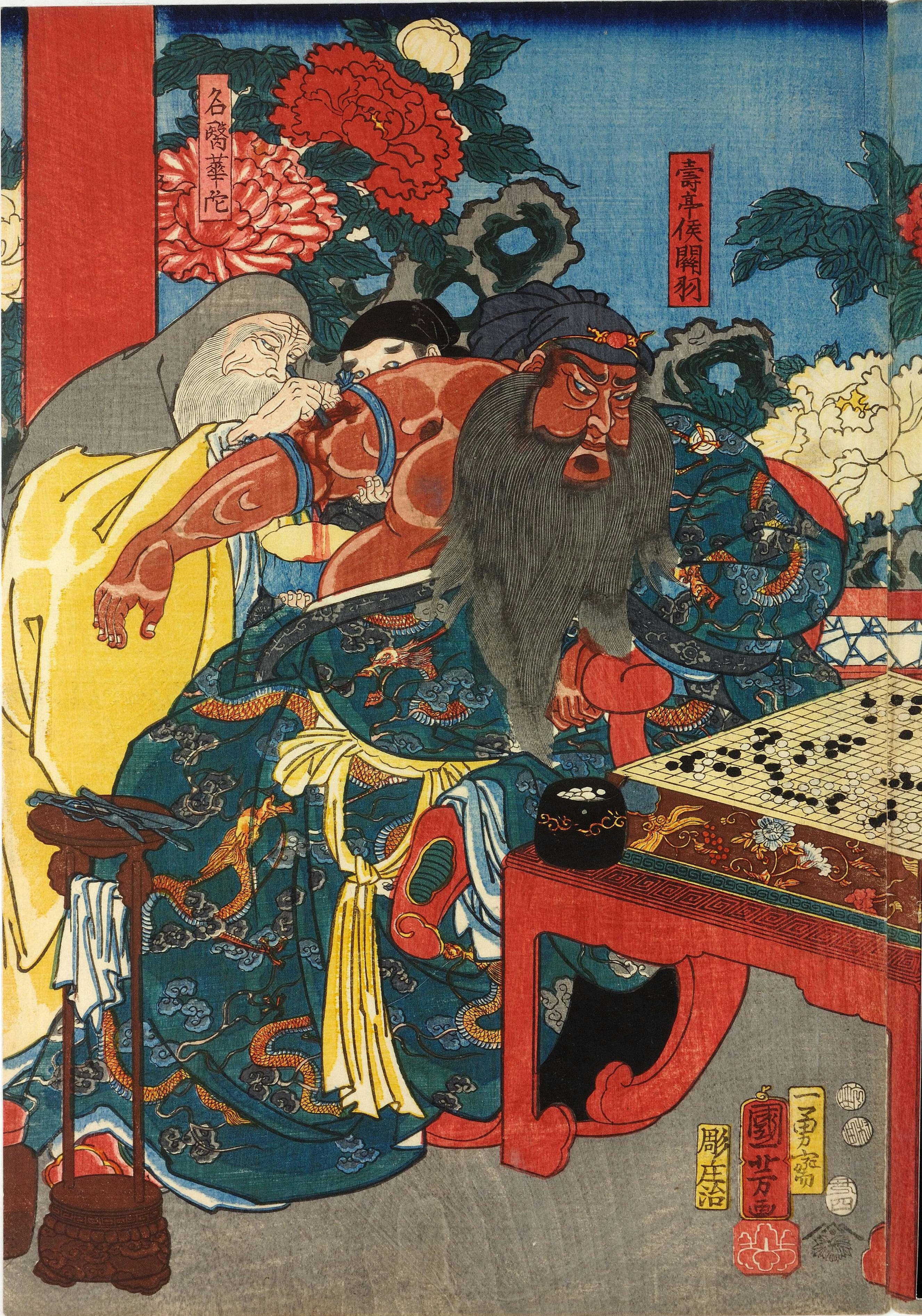
Tranh vẽ Quan Vũ vừa được chữa vết thương ở tay, vừa chơi cờ vây

Cờ vây là loại cờ cổ, được chơi cách đây khoảng hơn 4000 năm. Khởi thủy của môn cờ bắt đầu từ giấc mơ của vua Nghiêu về việc xem chơi cờ giữa Hoàng Đế (người mở đầu thời Ngũ Đế) với vị tiên Dung Thành. Nhà vua đang thấy tiên Dung Thành chơi một loại cờ gồm một bàn cờ và các quân trắng đen bèn thỉnh cầu tiên dạy cờ cho mình. Đang chơi cờ hay bỗng vua Nghiêu tỉnh lại. Nhà vua ngẫm ra thấy hay quá bèn tìm cách nhớ lại và bổ khuyết thêm các quy tắc, luật lệ và sáng tạo ra môn cờ vây, vì mục đích của nó là vây chiếm lãnh thổ, đất đai. Sau đó, cờ vây được thái tử Đan Chu, con của vua Nghiêu truyền bá khắp thiên hạ. Trong truyện Tam Quốc Diễn Nghĩa của La Quán Trung, Quan Công đã chơi cờ vây với thuộc hạ trong khi để cho Hoa Đà nạo xương cánh tay chữa vết thương. Vây kỳ ngày xưa gọi là "dịch" (弈), được viết với bộ "củng". Trong những sách cổ của Trung Hoa như Tả Truyện, Luận Ngữ, Mạnh Tử đã nhắc nhiều đến "dịch" nhưng từ đời nhà Hán trở đi, thì cái tên vây kỳ ngày càng thông dụng. Hứa Thuận trong Thuyết Văn Giải Tự có chép "dịch, vây kỳ dã".
Cờ vây hiện nay rất phổ biến ở vùng Đông Á. Nhật Bản hiện nay là nước có số người chơi cờ rất cao. Cờ vây đã tới Nhật vào thế kỷ VII và tới đầu thế kỷ XIII, nó đã được chơi rộng rãi khắp mọi nơi trên đất nước này. Sự phát triển của Internet cũng đã làm cho nó phổ biến hơn trên khắp thế giới và đến nay đã có 36 triệu người yêu thích môn cờ này (thống kê của Hiệp hội cờ Vây nghiệp dư thế giới năm 1999).
Môn cờ vây cũng đã được người Việt Nam biết tới từ lâu, nhưng qua thời gian, chiến tranh nên đã hầu như không còn ai biết cách chơi. Nó được phổ biến lại tại Việt Nam vào năm 1993 nhân dịp có một giảng viên không chuyên từ Trung Quốc sang giảng dạy giúp cho ngành Thể dục thể thao Hà Nội.
Cờ vây có từ xa xưa, nhưng luật của nó lại không hề bị biến đổi theo thời gian như những trò chơi cổ khác. Lý do là luật chơi của cờ vây hết sức đơn giản, người nào cũng có thể chơi được, không cần đến trí thông minh ưu việt. Trong cờ vây, quân nào cũng như quân nào, giá trị y hệt nhau, không quân nào có tên tuổi, không có vua, có tướng. Tướng, vua được biết như chính người chơi cờ vậy. Cờ vây, như đã biết, muốn biết chơi thì quá dễ, nhưng để chơi tới được thành "cao cờ" thì rất khó. Khi chơi cờ vây cũng giống như khi ra trận đánh giặc. Bàn cờ là chiến trường và mục đích là chiếm lấy lãnh thổ. Một kỳ thủ cờ vây thực sự biết quý trọng từng quân cờ và luôn đặt hết tâm quyết vào mỗi nước đi.

## Nguyên tắc chơi

Hình giải thích quy tắc KO

Luật chơi cờ vây rất đơn giản, điều chủ chốt chỉ cần nắm vững là ai chiếm được nhiều đất thì người đó thắng.

### Khí
Khí: Các giao điểm trống nằm ngay cạnh quân cờ gọi là "khí" của quân cờ đó. Quân cờ đứng ở giữa bàn có 4 "khí", đứng ở biên có 3 "khí" và đứng ở góc có 2 "khí". Nếu một quân hoặc một nhóm quân không còn "khí", quân đó hoặc nhóm quân đó sẽ bị bắt và đưa ra khỏi bàn cờ. Nếu quân đó hoặc nhóm quân đó chỉ còn một "khí", điều đó có nghĩa là nó đang bị đe dọa, đang bị "đả cật" và sẽ bị đối phương bắt ngay sau nước đi tiếp theo.

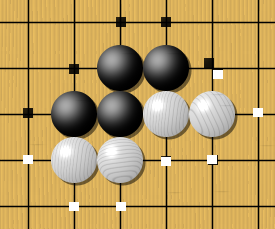
Các nhóm quân và "khí" của nó

Những chấm trắng và đen ở hình bên là "khí" của quân trắng và quân đen. "Khí" có thể cùng được chia sẻ giữa hai loại quân. Nếu quân trắng được đặt vào nơi có "khí" chung của hai nhóm quân, hai nhóm quân trắng sẽ được nối với nhau thành một. Quân của đối phương sẽ bị bắt khi nó không còn "khí".
Nếu một người chơi đoạt nốt "khí" cuối cùng của một quân hay nhóm quân của đối phương, anh ta sẽ nhấc quân đó ra khỏi bàn cờ và những quân cờ đó dùng để trao đổi tù binh khi tính điểm.

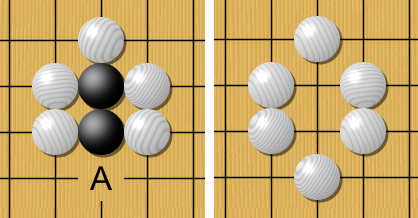
Hình giải thích việc bát quân

Hình bên chỉ ra một đám quân đen và đám quân trắng. Nếu đang ở trong tình huống này, mà quân trắng được đặt vào điểm A, toàn bộ quân đen sẽ bị bắt và bị đưa ra khỏi bàn cờ. Phần đất có được lúc này thuộc về quân trắng.
Tự tử: Trong luật chơi cũng không cho phép việc chiếm nốt "khí" cuối cùng của chính quân hay nhóm quân của bạn, trừ phi việc này dùng để bắt một vài quân bao vây của đối phương. Những quân chắc chắn đã chết, chạy đến đâu cũng không thoát gọi là quân "chết kỹ thuật" và được bỏ ra lúc hết ván.
Quy tắc Kiếp: Nếu bạn bắt một quân, sẽ có thể xảy ra một trường hợp: bên đen có thể chơi ở điểm b và bắt bên trắng điểm a. Tiếp theo, đến lượt đi của bên trắng. Lúc này, bên trắng lại có thể đặt quân tại điểm a và bắt bên đen, điều này có thể dẫn đến việc quay trở lại như tình huống ban đầu. Trường hợp này được gọi là "kiếp" (劫, コウ, kō). Để tránh việc này xảy ra lặp đi lặp lại, người ta đã đặt ra một quy tắc là "kiếp". Quy tắc này nói rằng, không được phép lặp lại một trạng thái(vị trí quân và lượt đi) đã có trước đây ở bàn cờ, trừ trường hợp 2 người cùng nhường lượt đi. Nếu bên đen bắt bên trắng ở a, bên trắng không được phép bắt lại bên đen ngay lập tức mà cần phải đặt quân ở nơi nào đó khác. Điều này sẽ dẫn tới khả năng là bên đen sẽ đặt tiếp quân tại b để tránh bị bên trắng bắt. Nếu bên đen không đi nước nào khác, bên trắng có thể bắt lại quân đen, bởi vì bây giờ, vị trí trên bàn cờ đã thay đổi, không giống như trước.
Đe dọa kiếp: Đây là một phương thức hay khi bị "kiếp" trong những tình thế quan trọng, liên quan đến sự sống chết của một đám quân lớn. Nếu bị "kiếp" như vậy, hãy đặt quân của bạn vào những ô có thể "đả cật" (chẹt) các đám quân lớn quân đối phương mà thực tế quân của bạn sẽ chết. Đối phương sẽ phải chọn một trong hai trường hợp: Hoặc ăn đám lớn của bạn và bạn ăn đám lớn mà bạn vừa chẹt, hoặc ăn quân mà bạn vừa chẹt để cứu đám quân của mình.
Tạo mắt: Khi một đám quân trong vùng của đối phương và không có đường thoát, để có thể sống, đám quân đó cần tạo ít nhất hai mắt nhỏ.
Một mắt nhỏ là có 1 đến 2 khí trống. Một mắt lớn là có nhiều hơn 2 khí và có thể coi là 1 vùng đất. Thông thường, muốn chỉ cần tạo 1 mắt lớn cần tạo trên 5 khí ở góc và biên và trên 6 khí ở trung tâm thì sẽ có nhiêu khả năng sống vì khi bị xâm nhập sẽ dễ dàng tạo mắt nhỏ.
Chấp quân: Các đấu thủ chơi cờ vây có thể đa dạng về trình độ. Người chơi giỏi hơn có thể chơi handicap (chấp quân) với người chơi kém hơn, từ đó có thể khiến cuộc chơi thú vị hơn cho cả hai người chơi, người chơi kém hơn sẽ học được rất nhiều từ cách đi của người chơi giỏi hơn và sẽ giúp họ nâng cao trình độ chơi cờ của mình. Thông thường, số quân chấp nhiều nhất là 9 quân và người chơi kém hơn sẽ chơi quân màu đen. Những quân được chấp thường có một số vị trí xác định trên bàn cờ. Sau khi những quân cờ này được đặt lên bàn cờ, quân trắng bắt đầu nước đi đầu tiên.

## Phân hạng người chơi

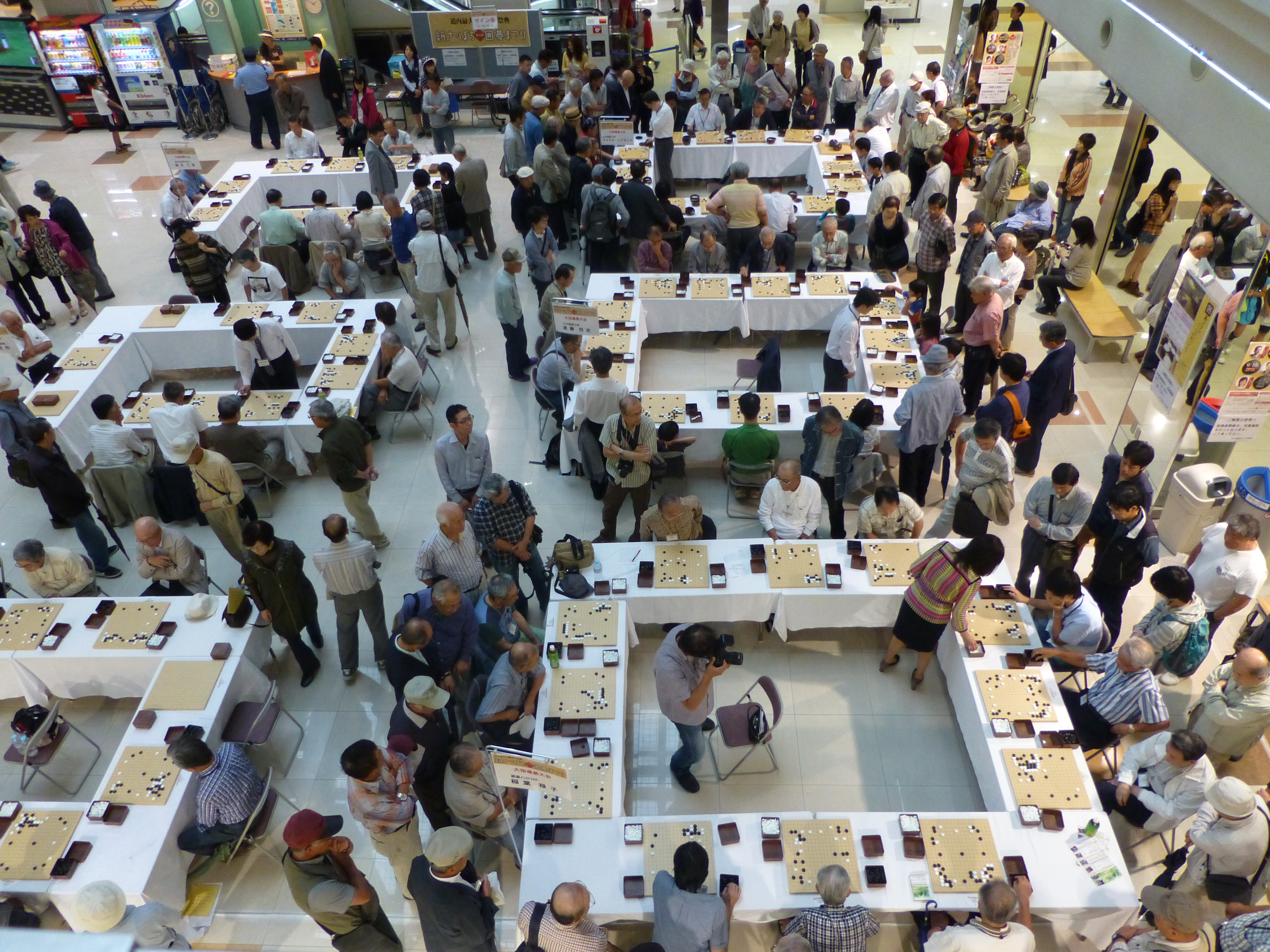
Hội chợ hướng dẫn chơi cờ Vây tại Nhật năm 2013

Đẳng cấp của cờ vây phân biệt trên 2 hệ thống riêng biệt. Đó là hệ thống đẳng cấp nghiệp dư và đẳng cấp chuyên nghiệp:

### Nghiệp dư
- Cấp (級, kyu): Từ người mới bắt đầu chơi đến người chơi trung bình được chia thành nhiều cấp. Cấp mạnh nhất thường là cấp 1, càng yếu, số cấp càng cao. Chữ "cấp" thường được viết tắt là k.

Ví dụ: Nếu thang nghiệp dư có 30 cấp từ 1 đến 30 thì cấp yếu nhất là 30k, cấp mạnh nhất là 1k.
- Đoạn (段, dan): Ký hiệu là d; chỉ những người có sức cờ mạnh, phát triển các kĩ năng ở mức độ cao, sử dụng các thao tác nhuần nhuyễn. Trái với kyu, khi càng mạnh số đẳng càng cao. Ví dụ: 2d thì mạnh hơn 1d và 4d mạnh hơn 2d.

Để phân biệt với đoạn chuyên nghiệp, ta gọi đây là đoạn nghiệp dư.
Thực chất sự ra đời của dan không chuyên nhằm phân hóa rõ ràng hơn khoảng cách chênh lệch giữa các trình độ. Không phải nước nào cũng công nhận kì thủ cờ vây chuyên nghiệp nên việc ra đời hệ thống không chuyên trên đáp ứng thực tế là có những kì thủ không chuyên rất mạnh thắng được những tay chuyên nghiệp.
Chênh lệch trình độ của mỗi bậc trong đoạn nghiệp dư là 1 quân chấp, hay còn gọi là Handicap, chênh lệch càng nhiều thì số quân chấp càng nhiều, tuy nhiên tối đa số quân chấp của một trận đấu là 9. Trong cờ vây người cầm quân đen được đánh trước vì vậy để công bằng người cầm quân trắng được cộng tầm 5,5 đến 6,5 điểm tùy theo cách tính theo luật Trung Quốc hay Nhật Bản. Điểm cộng đó gọi là komi.

### Chuyên nghiệp
- Cấp: từ 1p đến 9p (9p là cao nhất). Hệ thống cấp của chuyên nghiệp nhằm chỉ đến những người đã bước vào thế giới chuyên nghiệp của cờ vây, có thể họ đang rèn luỵện, học tập trong các trường dạy cờ nổi tiếng.
- Đoạn: Để phân biệt với đoạn không chuyên, người ta thường ký hiệu là p. Kì thủ được gọi là chuyên nghiệp khi được hiệp hội cờ vây của nước sở tại cấp chứng chỉ khẳng định trình độ chuyên môn.

### So sánh
Ở trình độ không chuyên, sức cờ thể hiện rõ ràng qua con số. Đối với chuyên nghiệp, thứ hạng lại không thể hiện điều đó. Tuy nhiên không có nghĩa là tay cờ vây không chuyên hạng 30k không thể thắng các tay cờ vây 5p. Các kì thủ không chuyên giỏi nhất có thể thắng các kì thủ chuyên nghiệp có cấp hạng cao. Điều này là bình thường, đơn giản: cờ vây cũng là một môn thể thao. Và trong thể thao, không thể nói trước điều gì.

## Các giai đoạn của một ván cờ

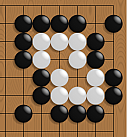
Hai "mắt" được tạo trong cờ vây

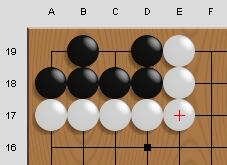
Cách tạo "mắt" ở biên bàn cờ

Sự mềm dẻo, khôn ngoan, nhẫn nại, biết bỏ cái nhỏ để giành cái lớn, biết hy sinh tiểu tiết để giành đại cục nhằm dẫn tới thắng lợi, được đối phương "tâm phục khẩu phục" được xem là cốt lõi của cờ vây.
Ván cờ vây được chia thành 3 giai đoạn, gọi là: Bố cục, Trung bàn (còn gọi là Trung bàn chiến - vì ở giai đoạn này thường xảy ra chiến đấu kịch liệt), và Quan tử.

### Bố cục (布局)
Đây là giai đoạn ra quân trong cờ vây. Đây là giai đoạn quyết định cả bộ mặt của ván cờ sau này. Phần lớn trong khai cuộc, người ta tìm cách "án ngữ" chỉ vùng đất lớn trên bàn cờ bằng 1 đến hai con; sau đó sẽ phát triển dần. Thông thường, các kì thủ bắt đầu bằng việc chiếm góc mà phần lớn là vào sao.
Khai cuộc cực kì khó, đơn giản vì bàn cờ vây có rất nhiều điểm để đặt quân. Để hỗ trợ cho các kì thủ nghiệp dư, nhiều cao thủ chuyên nghiệp đã nghiên cứu, sáng tác ra các thế khai cuộc gọi là định cục. Định cục liên tục phát triển và đổi mới.

### Trung bàn chiến
Ở phần này, chủ yếu hai bên tập trung vào việc tranh giành đất đai, bắt đầu tính tới các vùng tranh chấp, tìm cách đặt quân như thế nào để hạn chế sự bành trướng của đối phương, chuẩn bị vây bắt quân đối phương. Những quân bị đối phương vây sẽ bị tiêu diệt nếu không tạo được hai mắt. Nếu quân đã bị bao vây, cần phải tìm cách dàn quân bên trong để tạo ra các "mắt".
Trung bàn là nơi thể hiện rõ nhất tinh hoa của trí sáng tạo, trí khôn ngoan và sức cờ dẻo dai. Có những người thậm chí có thể dự đoán được sự quan trọng của quân đến 60 nước cờ. Do kết quả cờ vây được quyết định bởi điểm số mục nên các kì thủ sử dụng nhiều cách thức: hoặc nhảy phá đất đối phương, tiêu diệt quân, hoặc vây chắc đất... để giành phần thắng. Ở trung bàn, nhiều cuộc đuổi bắt lớn tới mức chỉ cần thất bại, người chơi tự chịu thua mà không cần đến giai đoạn Quan tử.
Hầu hết các ván cờ nổi tiếng đều nhờ kĩ năng điêu luyện của các kì thủ thể hiện trong giai đoạn Trung bàn này

### Thu quan (Quan tử)
Sau khi qua trung cuộc, các vùng lãnh thổ của cả hai đấu thủ tạm thời xác định, ít có khả năng tạo ra những thay đổi lớn về tương quan thế lực của 2 bên, việc hoàn chỉnh lãnh thổ chỉ còn là những việc nhỏ chi tiết, đó chính là giai đoạn tàn cuộc gọi là thâu quan. Các quân cờ thường được sắp xếp lại để tạo thành những hình đơn giản, thuận tiện cho việc xác định lãnh thổ và tính điểm.
- Note (Lý do phải thêm chữ Quan tử ở phần tiêu đề "Thu quan"): Có thể gọi giai đoạn này bằng 3 tên là Thu quan, quan tử hoặc thâu quan theo cách gọi chính thức. Sở dĩ phải chỉnh sửa như vậy vì sợ người đọc nhầm lẫn giữa các khái niệm nhiều tên (cùng một khái niệm nhưng có nhiều tên gọi), và các khái niệm tương đương (hai khái niệm khác nhau nhưng với người chưa am hiểu thì gần giống nhau, trong một số trường hợp thì không thể phân biệt)

## Máy tính với cờ vây
Do cờ vây có nhiều quân hơn và nhiều ô đi hơn, độ phức tạp của cờ vây vượt xa cờ vua/cờ tướng và chương trình máy tính rất khó để chơi tốt. Sau khi Deep Blue đánh bại nhà vô địch thế giới cờ vua Garry Kasparov, đích tiếp theo của trí tuệ nhân tạo là chương trình cờ vây có thể thắng nhà vô địch.
Tháng 10 năm 2015, chương trình cờ vây DeepMind của Google đã đánh bại Phiền Huy, người từng 3 lần vô địch môn cờ vây khu vực châu Âu.
Ngày 9/3/2016  hệ thống trí tuệ nhân tạo AlphaGo của Google đã thách thức kỳ thủ cờ vây người Hàn Quốc Lee Sedol trong một trận đấu 5 ván. Kết quả bất ngờ, trí tuệ nhân tạo đã giành chiến thắng sau khi thắng cả ba ván đầu tiên. Kì thủ đã vô cùng sốc vì trước đó đã rất tự tin rằng có thể giành chiến thắng mang về giải thưởng 1 triệu USD. Lee gỡ lại ván thứ 4, ván đấu AlphaGo cầm quân đen. Bước sang ván thứ 5, Lee Sedol lại tiếp tục tạo ra bất ngờ khi quyết định cầm quân đen, do anh nhận thấy AlphaGo chơi không tốt khi phải cầm quân đen ở ván thứ 4. Tuy có chiếm được đôi chút lợi thế ở khu phía Nam bàn cờ, nhưng cuối cùng Lee Sedol vẫn phải chịu thất bại chung cuộc 4-1, khi AlphaGo hoàn toàn làm chủ thế trận. Có đôi luồng thông tin về việc AlphaGo thua ở ván thứ 4 do mắc phải lỗi giống con người - Quá tự tin - nhưng thông tin này chưa được kiểm chứng và chưa có nguồn tin chính thức từ đội ngũ thiết kế.

## Một số loại cờ khác gần giống cờ vây
- Cờ Othello: cờ này có hình dáng quân cờ cũng tương tự như cờ vây, các quân cờ hình tròn dẹt giống hệt nhau, mỗi quân có màu đen và trắng ở mỗi mặt. Các quân cờ được đặt vào những ô cờ, chứ không phải đặt vào những điểm giao nhau như trong cờ vây. Tuy nhiên, cờ này có luật chơi đơn giản hơn và mục đích là biến các quân cờ đối thủ thành quân cờ của mình, càng nhiều càng tốt. Khi bắt được quân cờ của bên kia, quân cờ đó sẽ được lật mặt và trở thành quân cờ bên này.
- Gomoku, Pente và Renju (Renju còn gọi là 連珠五子棋, Liên Châu Ngũ Tử Kỳ, Five in a Row...): Những cờ này có hình dáng quân cờ cũng tương tự như cờ vây, có các quân cờ màu trắng và quân cờ màu đen, bàn cờ chia lưới 19x19 hoặc 15x15. Trong những trò chơi này, mục đích là tạo thành một dãy có 5 quân cờ cùng màu, đứng liên tiếp cạnh nhau (tương tự cờ Caro của Việt Nam). Những trò chơi này không có nhiều chiến thuật bằng cờ vây.
- Connect6: giống ba trò chơi vừa nêu ở trên, nhưng mục đích có khác, thay vì tạo 5 quân sẽ là tạo được 6 quân liên tục trên cùng một hàng.

## Cờ vây trong lĩnh vực khác

### Trong văn xuôi
- Danh thủ cờ vây của Kawabata Yasunari
- Thiếu nữ đánh cờ vây của Sơn Táp (Shan Sa), một nữ nhà văn người Pháp gốc Trung Quốc.
- Thiên Long bát bộ, truyện của Kim Dung.
- Tam Quốc Diễn Nghĩa của La Quán Trung.

### Trong điện ảnh
- Tể tướng Lưu gù, phim truyền hình Trung Quốc nhiều tập
- Anh hùng (Hero), đạo diễn Trương Nghệ Mưu, Trung Quốc.
- A Beautiful Mind, đạo diễn Ron Howard.
- Hikaru no Go, phim hoạt hình của Nhật Bản.
- Mikan no taikyoku, (1982) của Trung Quốc hợp tác với Nhật Bản.
- The Go Master, (2006) của Trung Quốc - về cuộc đời của Go Seigen.
- Hồi đáp 1988 (2015), phim truyền hình Hàn Quốc về nhân vật kỳ thủ cờ vây Choi Teak.
- Kỳ hồn (2020) phim truyền hình Trung Quốc chuyển thể từ phim hoạt hình Hikaru no Go của Nhật Bản.

### Sách nguồn
- Allis, Louis Victor (1994), Searching for solutions in Games and Artificial Intelligence (PDF), Maastricht: Proefschrift Rijksuniversiteit Limburg, ISBN 978-90-9007488-7, lưu trữ (PDF) bản gốc ngày 7 tháng 3 năm 2005
- Bozulich, Richard, biên tập (2001). The Go Player's Almanac (ấn bản thứ 2). Kiseido Publishing Company. ISBN 978-4-906574-40-7.
- Chen, Zuyuan (2011), The History of Go Rules (PDF), American Go Association, lưu trữ (PDF) bản gốc ngày 15 tháng 5 năm 2013, truy cập ngày 7 tháng 5 năm 2014
- Cho Chikun (1997). Go: A Complete Introduction to the Game. Tokyo: Kiseido Publishers. ISBN 978-4-906574-50-6.
- Cobb, William (2002). The Book of Go. Sterling Publishers. ISBN 978-0-8069-2729-9.
- Dahl, Fredrik A. (2001). "Honte, a Go-Playing Program Using Neural Nets". Trong Fürnkranz, Johannes; Kubat, Miroslav (biên tập). Machines That Learn To Play Games. Huntington, NY: Nova Science Publishers. tr. 205–223. CiteSeerX 10.1.1.50.2676. ISBN 1-59033-021-8.
- Davies, James (1995). Tesuji. Elementary Go Series. Quyển 3 (ấn bản thứ 3). Japan: Kiseido Publishing Company. ISBN 4-906574-12-2.
- Fairbairn, John (1992). "A Survey of the best in Go Equipment". Trong Bozulich, Richard (biên tập). The Go Player's Almanac (ấn bản thứ 2). Kiseido Publishing Company (xuất bản 2001). tr. 142–155. ISBN 978-4-906574-40-7.
- Fairbairn, John (1995), Go in Ancient China, truy cập ngày 2 tháng 11 năm 2007
- Fairbairn, John (2000), History of Go in Korea, Bản gốc lưu trữ ngày 8 tháng 6 năm 2011, truy cập ngày 15 tháng 5 năm 2014
- Fairbairn, John (2004). Invitation to Go (ấn bản thứ 2). United States: Dover Publications. ISBN 0-486-43356-0.
- Fairbairn, John; Hall, T. Mark (2007), The GoGoD Encyclopaedia, Games of Go on Disc (GoGoD)
- Ishigure, Ikuro (2006). In the Beginning: the Opening in the game of Go. Elementary Go Series. Quyển 1 (ấn bản thứ 8). Japan: Kiseido Publishing Company. ISBN 4-906574-10-6.
- Iwamoto, Kaoru (1977). Go for Beginners. New York: Pantheon. ISBN 978-0-394-73331-9.
- Kageyama, Toshiro (2007). Lessons in the Fundamentals of Go (ấn bản thứ 3). Japan: Kiseido Publishing Company. ISBN 978-4-906574-28-5.
- Kim, Janice; Jeong, Soo-hyun (1997). Learn to Play Go. Five volumes (ấn bản thứ 2). New York, NY: Good Move Press. ISBN 978-0-9644796-1-6.
- Lasker, Edward (1960). Go and Go-Moku: the Oriental Board Games (ấn bản thứ 2). New York: Dover Publications, Inc. ISBN 0486-20613-0. LCCN 60050074.
- Masayoshi, Shirakawa (2005), A Journey In Search of the Origins of Go, Yutopian Enterprises, ISBN 978-1-889554-98-3
- Matthews, Charles (tháng 9 năm 2002), Sufficient but Not Necessary: Two Eyes and Seki in Go, University of Cambridge, truy cập ngày 31 tháng 12 năm 2007
- Matthews, Charles (2004). Teach Yourself Go. McGraw-Hill. ISBN 978-0-07-142977-1.
- Moews, David (1996), "Loopy Games and Go" (PDF), Games of No Chance, MRSI Publications, quyển 29, tr. 259–272, lưu trữ (PDF) bản gốc ngày 10 tháng 4 năm 2011
- Moskowitz, Marc L. (2013), "Weiqi Legends, then and now: Cultural Paradigms in the Game of Go", trong Lent, John; Fitzsimmons, Lorna (biên tập), Asian Popular Culture, United Kingdom: Lexington Books, ISBN 978-0-7391-7961-1, truy cập ngày 9 tháng 5 năm 2014
- Müller, Martin & Gasser, Ralph (1996), "Experiments in Computer Go Endgames" (PDF), trong Nowakowski, Richard J. (biên tập), Games of No Chance: Combinatorial Games at MSRI, 1994, Cambridge University Press, tr. 273–284, ISBN 0-521-64652-9, lưu trữ (PDF) bản gốc ngày 10 tháng 4 năm 2011
- Nihon Kiin (1973). Go: the World's most Fascinating Game (ấn bản thứ 1). Tokyo, Japan: Nihon Kiin.
  - Vol. 1: Introduction OCLC 926865835
  - Vol. 2: Basic techniques OCLC 59692609
- Otake, Hideo (2002). Opening Theory Made Easy: Twenty Strategic Principles to Improve Your Opening Game (ấn bản thứ 6). Tokyo: Kiseido Publishing Company. ISBN 978-4-906574-36-0.
- Peng, Mike; Hall, Mark (1996). "One Giant Leap For Go, or Astronauts Find Life In Space" (PDF). Svenks Go Tidning. Quyển 96 số 2. tr. 7–8. Bản gốc (PDF) lưu trữ ngày 4 tháng 3 năm 2012. Truy cập ngày 12 tháng 11 năm 2007.
- Shotwell, Peter (2003), Go! More Than a Game (ấn bản thứ 1), Tuttle Publishing, ISBN 978-0-8048-3475-9

### Sách giới thiệu
- Bradley, Milton N. Go for Kids, Yutopian Enterprises, Santa Monica, 2001 ISBN 978-1-889554-74-7.
- Ogawa, Tomoko; Davies, James (2000). The Endgame. Elementary Go Series. Quyển 6 (ấn bản thứ 2). Tokyo: Kiseido Publishing Company. ISBN 4-906574-15-7.
- Seckiner, Sancar. Chinese Go Players, 6th article of the main book Budaha, Efil Yayinevi, Ankara, Feb. 2016, ISBN 978-605-4160-62-4.
- Shotwell, Peter. Go! More than a Game, Tuttle Publishing, 4th ed. 2014, ISBN 978-0-8048-3475-9.

### Lịch sử
- De Havilland, Walter Augustus (1910), The ABC of Go: The National War Game of Japan, Yokohama, Kelly & Walsh, OCLC 4800147
- Korschelt, Oscar (1966), The Theory and Practice of Go, C.E. Tuttle Co, ISBN 978-0-8048-0572-8
- Smith, Arthur (1956) [1908], The Game of Go: The National Game of Japan, C.E. Tuttle Co, OCLC 912228